# Megachile rufigaster
Megachile rufigaster là một loài Hymenoptera trong họ Megachilidae. Loài này được Cockerell mô tả khoa học năm 1945.